# Tiberius Claudius Sacerdos Iulianus
Tiberius Claudius Sacerdos Iulianus war ein im 1. und 2. Jahrhundert n. Chr. lebender Angehöriger des römischen Ritterstandes (Eques), der in den Senatorenstand aufstieg. In den Fasti Ostienses und in einer Inschrift wird er als Tiberius Claudius Sacerdos bezeichnet.
Durch eine Inschrift in griechischer Sprache ist belegt, dass Iulianus Statthalter (Procurator) der Provinz Thracia war; er übte diese Funktion vermutlich zwischen 85 und 95 aus. Die Ämter, die er zuvor im Rahmen seiner ritterlichen Laufbahn übernommen hatte, sind nicht bekannt.
Zu einem unbestimmten Zeitpunkt wurde er in den Senatorenstand aufgenommen; vermutlich geschah dies bald nach seiner Statthalterschaft in Thrakien.
Durch die Fasti Ostienses und eine Inschrift, die auf den 29. Dezember 100 datiert ist, ist belegt, dass Iulianus 100 zusammen mit Lucius Roscius Aelianus Maecius Celer Suffektkonsul war; die beiden übten dieses Amt für zwei Monate, vom 1. November bis zum 31. Dezember, aus. Sein Name ist auch in den Arvalakten für 101 erhalten.